# Distrito electoral de Du Quoin n.º 9
Du Quoin No. 9 (en inglés: Du Quoin No. 9 Precinct) es un distrito electoral ubicado en el condado de Perry en el estado estadounidense de Illinois. En el Censo de 2010 tenía una población de 858 habitantes y una densidad poblacional de 45,21 personas por km².

## Geografía
Según la Oficina del Censo de los Estados Unidos, tiene una superficie total de 18.98 km², de la cual 17.13 km² corresponden a tierra firme y (9.73%) 1.85 km² es agua.

## Demografía
Según el censo de 2010, había 858 personas residiendo. La densidad de población era de 45,21 hab./km². De los 858 habitantes, estaba compuesto por el 85.78% blancos, el 9.32% eran afroamericanos, el 0.12% eran amerindios, el 0.12% eran asiáticos, el 0% eran isleños del Pacífico, el 0.93% eran de otras razas y el 3.73% pertenecían a dos o más razas. Del total de la población el 2.56% eran hispanos o latinos de cualquier raza.